# محمد بن ساهر
الأمير الشيخ محمد بن سعد بن ساهر الشمراني أو الملقب بن ساهر وهو قائد معركة وادي الديرة، شيخ وفارس شهير من قبائل شمران في باشوت 1243هـ إلى نهاية سنة 1253هـ هو كان شيخاً من ١١٨٥هـ - ١٢٣٣ وهو الذي قد ورد في الكتب الاجنبية وورد كذلك ان اسرة آل ساهر ابن ساهر عرفو بانهم شيوخاً لشمران منذ القرن السابع الهجري وهم اصحاب ومؤسسي بلدة (قرن ساهر) (قرن بن ساهر) وهو مركز باشوت في يومنا الحالي، وهم المركز والاساس والمرجع لشمران كافه، وقد عاش بن ساهر في عصر الأمير عائض بن مرعي وابنه محمد بن عائض، وكان اميرا لشمران قاطرة من تبالة الى تهامة كما ورد ذلك في المذكرات والوثائق التي كان يرسلها له بن عائض، ولم يتمكن بن عائض ضم بلاد شمران له. وقد بقي اميرا على العديد من المناطق وهذا ما اثار غضب بن عائض، وقد خاض العديد من المعارك ومن اهمها معركة ( وادي لية ) حيث أن قبيلته  شمران هي القبيله اللتي ساندته ضد الشريف  حيث انتهت بفوزهم وحرق قصر عدوهم.
(تحتفظ عائلة ال ساهر الان بالعديد من الوثائق التي تثبت ذلك)
كذلك ايضاً (عبدالله بن عبدالخالق بن سعيد بن سعد بن محمد بن سعد بن (حسن ) بن (عوض ) بن ساهر بن علي بن عبدالله بن ساهر)،(عبدالله بن ساهر) كان امير لشمران وشيخ شمل شمران كافة .

## نسبه
محمد بن سعد بن ساهر بن علي بن عبد الله بن شمران ، هو من اسرة ال ساهر في قرن بن ساهر 

## أعماله
أشهر عمل له والذي عرف فيه وهيا معركة وادي لية التي احرق فيها قصر الشريف محمد بن عون بعد ما حاول الشريف توسيع نفوذه وكان له دور كبير في صد القوات العثمانية ومحمد علي باشا و ساعد في ذلك اتفاقية لندن بسحب جند محمد علي من حدود بلاد و قرية باشوت عام ١٢٥٦هـ وهو سعد بن محمد بن ساهر الذي كان امير منطقة وشيخ شمل.